# Leadenhall Market

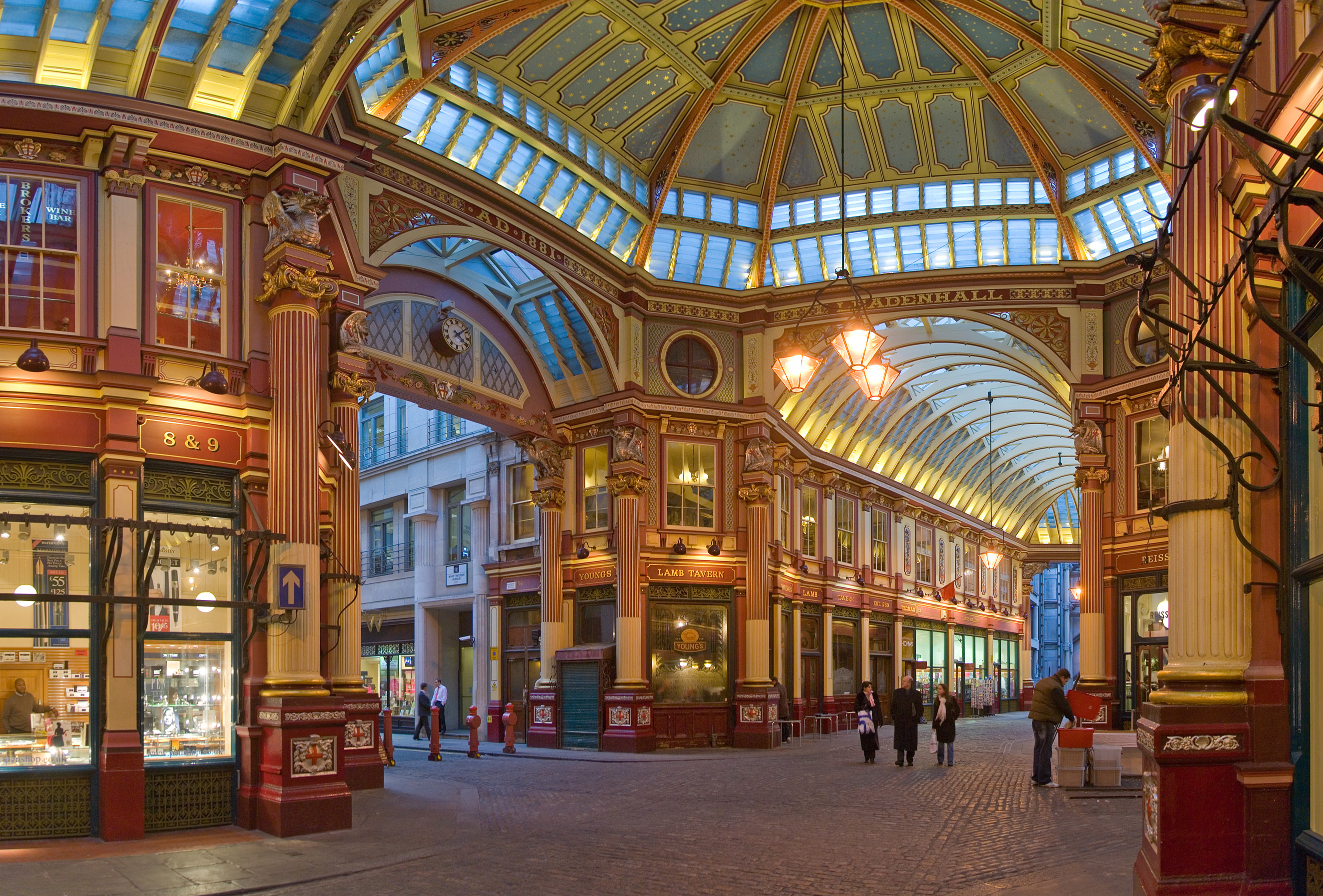
Het interieur van Leadenhall Market

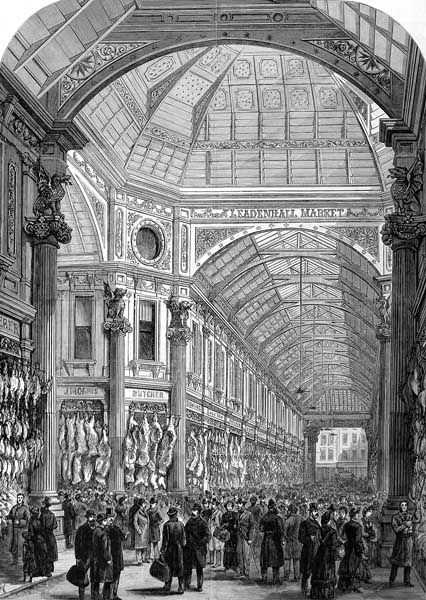
Illustratie uit 1881.

Leadenhall Market is een overdekte markt in Gracechurch Street in de City of London.
De markt is gebouwd in de 14e eeuw. Hij is open van maandag tot vrijdag,en er zijn vooral slagerijen, bloemenwinkels en kaaswinkels te vinden. 
Het versierde dak is ontworpen door Sir Horace Jones in 1881. Daardoor werd de markt een toeristische attractie. Leadenhall Market werd gebruikt in de film Harry Potter and the Philosopher's Stone om Diagon Alley (Wegisweg) en The Leaky Cauldron (De Lekke Ketel) voor te stellen.